# Harry Mallin
Harry Mallin (n. 1 iunie 1892, Londra, Regatul Unit al Marii Britanii și Irlandei – d. 8 noiembrie 1969, Londra, Anglia, Regatul Unit) a fost un boxer ce a reprezentat Regatul Unit al Marii Britanii și al Irlandei de Nord, medaliat olimpic. A participat la 2 ediții ale Jocurilor Olimpice (1920, 1924) în care a câștigat două medalii de aur.